# 曹七七
曹七七（?—?），冀宁路平遥县（今山西省平遥县）人，元朝後期反元领袖。
元顺帝即位后，联合脱脱清除了伯颜的势力，推行缓和国内矛盾的新政，史称至正新政、脱脱更化。成为元朝最后一个政治比较清明的时期。但是社会矛盾依然紧张。至正九年（1349年）十二月，冀宁路（治所在阳曲县、今山西省太原市）平遥等县农民起义，推举曹七七为领袖。事变很快被镇压。